# Archidendron baucheri
Archidendron baucheri är en ärtväxtart som först beskrevs av François Gagnepain, och fick sitt nu gällande namn av Ivan Christian Nielsen. Archidendron baucheri ingår i släktet Archidendron och familjen ärtväxter. Inga underarter finns listade i Catalogue of Life.